# Lucie
Lucie – czeski zespół rockowy założony przez Roberta Kodyma i Petra Chovanca (znany jako P.B.CH.).
Po początkowym okresie kształtowania się składu i stylu muzycznego (lata 1985–1987) zespół rozpoczął działalność singlem wydanym w roku 1988. Przez następne szesnaście lat wydał siedem albumów studyjnych, dwa albumy koncertowe i jeden kompilacyjny. Od 2 października 2004 do grudnia 2012 działalność zespołu była zawieszona.

## Członkowie zespołu

### Obecni członkowie
- Robert Kodym – gitara, wokal
- P.B.CH. – gitara basowa
- David Koller – perkusja, wokal, gitara akustyczna
- Michal Dvořák – klawisze, syntezatory

### Członkowie koncertowi
- Adam Koller – perkusja
- Lenka Dusilová – gitara, wokal

### Byli członkowie
- Marek Minárik – gitara basowa
- Michal Penk – wokal
- Petr Franc – klawisze
- Tomáš Waschinger – perkusja
- Tomáš Marek – perkusja
- Tomáš Vartecký – gitara
- Pavel Plánka – perkusja

## Dyskografia[1]

### Albumy studyjne
- Lucie (Tommü Records, re-edice B&M Music, 1990)
- In the Sky (Gang Records, re-edice B&M Music, 1991)
- Černý kočky mokrý žáby (B&M Music, 1994)
- Pohyby (B&M Music, 1996)
- Větší než malé množství lásky (B&M Music, 1998)
- Slunečnice (B&M Music, 2000)
- Dobrá kočzka která nemlsá (B&M Music / Universal Music, 2002)
- EvoLucie (2018)

### Kompilacje
- Vše nejlepší 88–99 (B&M Music, 1999)
- The best of (Universal Music, 2009)
- Platinum Combo 1990-2013 (Universal Music, 2013)

### Albumy koncertowe
- Lucie Live! (Gang Records 1992, re-edice B&M Music, 1998)
- Lucie v opeře 2CD (SONY BMG, 2003)

### Single
- Pár fíglů (Supraphon, 1988) (b-strona singla: To jsem já)
- Dotknu se ohně (Supraphon, 1989) (b-strona singla: Nech to stát)
- Troubit na trumpety by se nám líbilo (Supraphon, 1989)
- Amerika (1994)
- Všechno ti dávám (1996)
- Klobouk ve křoví (1997)
- Pohyby (1997)
- Svítání (1998)
- Panic (1998)
- Medvídek / Svítání (1998)
- Mít tě sám (Remaster '99) / Šrouby do hlavy (Remaster '99) (1999)
- Zakousnutej do tebe (2001)
- Hvězda (radio edit) (2001)
- Srdce (2002)
- Pod měděným nebem (2003)
- Medvídek 2016 (2015)

## Wideografia
- Obrazohled aneb daleká cesta VHS (B&M Music, 1998)
- Pohyby – live DVD (B&M Music, 1998)
- Lucie v opeře DVD (SONY BMG, 2004)